# Eudarcia alberti
Eudarcia alberti är en fjärilsart som beskrevs av Hans Georg Amsel 1957. Eudarcia alberti ingår i släktet Eudarcia och familjen äkta malar.
Artens utbredningsområde är Portugal. Inga underarter finns listade i Catalogue of Life.